# Чарівна ніч (фільм, 1983)
Про однойменний фільм див. Чарівна ніч (фільм, 1958)
«Чарівна ніч» — радянський художній фільм-казка знятий у 1983 році на кіностудії «Грузія-фільм».

## Сюжет
Було у батька три сини. Перед смертю батько заповідав синам: його землі успадкує той, хто краще опанує своїм ремеслом. Три брата довго вчилися у різних майстрів і кожен опанував своєю професією досконало. Настав час показати всім свою майстерність. У чарівну ніч в лісі оживали трави, духи перетворювалися в людей. У цю ніч брати влаштували на узліссі змагання. Тесляр вирізав з дерева дерев'яну фігурку, кравець зшив для неї прекрасний костюм, а лікар оживив її за допомогою настоїв з лісових трав. Брати захопилися роботою і майстерністю один одного. Брати вирішили не ділити спадщину, а разом працювати на батьківських землях.

## У ролях
- Резо Імнаїшвілі — кравець
- Тамаз Толорая — тесля
- Вахтанг Панчулідзе — лікар
- Леван Учанейшвілі — лісовий дух Очопінтре
- Сосо Джачвліані — мисливець Ібрух
- Мака Махарадзе — цариця лісу
- Нінель Чанкветадзе — Іалтамзе
- Іраклій Дочанашвілі — юнак
- Онісе Модебадзе — хранитель скарбу (озвучив Валентин Брилєєв)

## Знімальна група
- Режисер: Темур Палавандішвілі
- Сценарист: Нукрі Мамулашвілі
- Композитор: Сулхан Цинцадзе